# Adoru

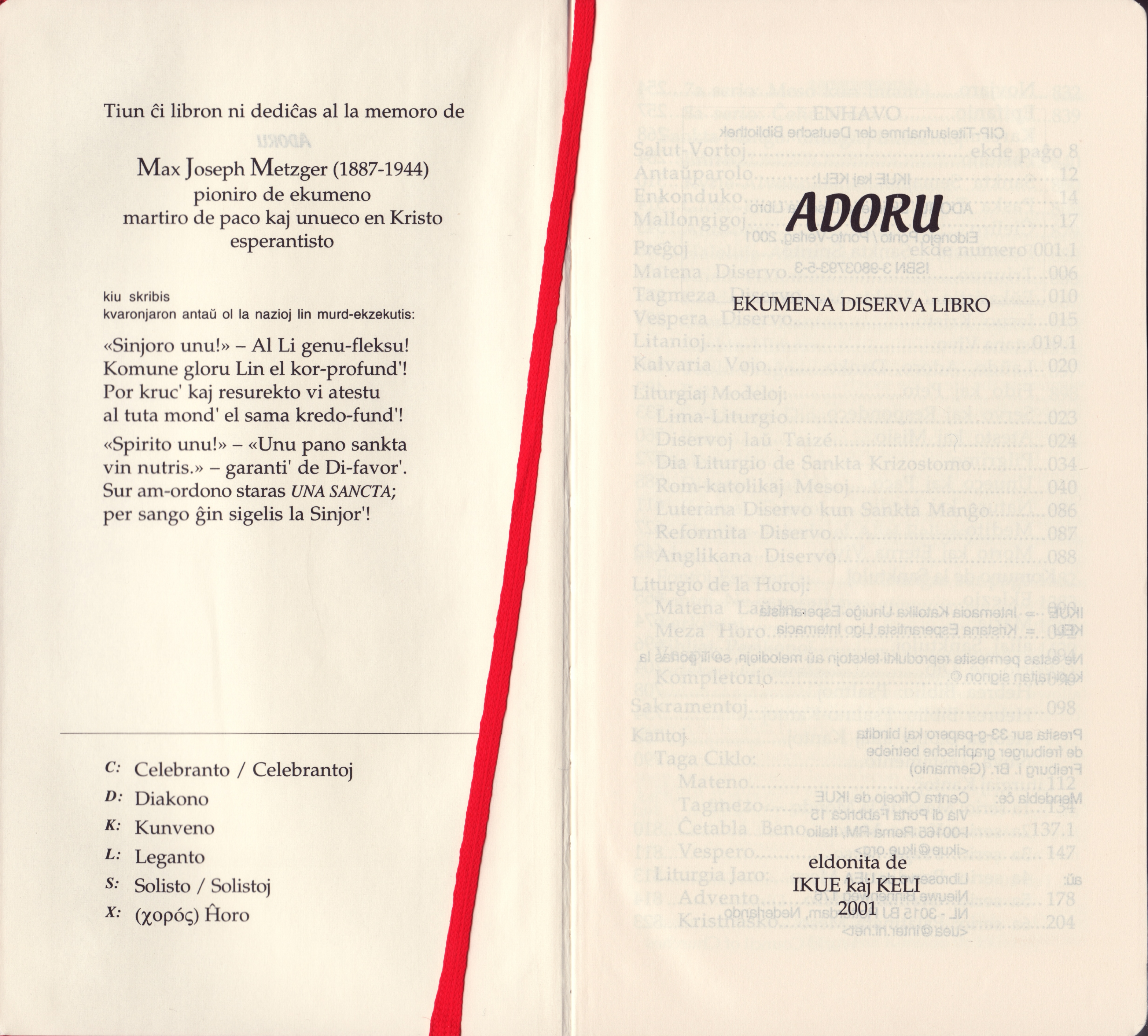
Titelseite der ersten Auflage, 2001

Adoru: Ekumena Diserva Libro („Betet an! – Ökumenisches Gottesdienstbuch“) ist ein Buch in der neutralen Plansprache Esperanto mit zumeist christlichen religiösen Texten (Choräle, Gesänge, Gebete, Litaneien, Liturgien usw.), das von der Internationalen Katholischen Esperanto-Vereinigung und dem Internationalen Christlichen Esperanto-Bund im Jahr 2001 herausgegeben wurde. Redakteure in der ökumenisch besetzten Kommission waren Adolf Burkhardt, Bernhard Eichkorn und Albrecht Kronenberger; kirchenmusikalische Beratung durch Ernst Leuze. 2002 wurde dafür von der Deutschen Esperanto-Bibliothek in Aalen der in der Esperanto-Gemeinschaft renommierte FAME-Kulturpreis vergeben.

## Inhalt
Auf 1478 Seiten finden sich fast ebenso viele eigenständige Teile, zusammen mit einer  umfangreichen Übersicht über Quellen und Verfasser. Für alle Lieder werden Noten geliefert, generell einfache Melodien, oft mit Gitarrenakkorden, bisweilen auch für vier Stimmen.
Ein direkter Vorläufer war das erbauliche (Noten)-Büchlein Adoru Kantante: Evangelia Himnaro, das 1971 Adolf Burkhardt, Åke Ahlrén, William John Downes, Hendrik Arie de Hoog und Hans Amund Rosbach erschufen.
Am Anfang von Adoru stehen Grußworte des Direktors der Kommission für Glauben und Kirchenverfassung Alan Falconer (auf Englisch und in Esperanto) sowie des römisch-katholischen Bischofs von Karlsburg György Jakubinyi (in Esperanto und auf Deutsch). Nach einer Einführung in den besonderen Charakter dieses von der Konzeption her einzigartigen Gebet- und Gesangbuchs in der internationalen Sprache Esperanto folgt der Hauptteil, der wie folgt aufgeteilt ist:
- Gebete
  - Gebete für den Morgen
  - Gebete zu Mittag
  - Gebete für den Abend
- Litaneien
- Kreuzweg
- Liturgien nach verschiedenen Riten:
  - Lima-Liturgie
  - Gotteslob nach Art der Communauté de Taizé
  - Göttliche Liturgie des heiligen Johannes Chrysostomos
  - römisch-katholische Messe
  - lutherischer Gottesdienst mit Abendmahl
  - Gottesdienst der reformierten Kirchen
  - Gottesdienst der anglikanischen Kirchen
- Stundengebet:
  - Laudes
  - Mittagshore
  - Vesper
  - Komplet
- Sakramente
- Gesänge
  - Tageszyklus
    - Morgen
    - Mittag
    - Segnungen bei Tisch
    - Abend

  - Kirchenjahr
    - Advent
    - Weihnachten
    - Neujahr
    - Erscheinung des Herrn
    - Fastenzeit
    - Passionszeit
    - Karwoche
    - Ostern
    - Christi Himmelfahrt
    - Pfingsten / Heiliger Geist
    - Dreifaltigkeit
    - Eucharistie / Abendmahl
    - Jesus Christus

  - christliches Leben
    - Lob, Anbetung, Danksagung
    - Vertrauen und Bitte
    - Dienen und Verantwortungsübernahme
    - Zeugnisablegen und Sendung
    - Pilgerweg
    - Einheit und Friede
    - Natur und Umwelt
    - Meditation
    - Tod und ewiges Leben

  - Gemeinschaft der Heiligen
    - Kirche
    - Maria
    - andere Heilige

  - Wort Gottes
    - Altes Testament (AT): Psalmen
    - AT: Psalmengesänge
    - AT: weitere Gesänge
    - Neues Testament

  - Liturgische Gesänge
    - 1. Abteilung: Gottesdienst der Welt
    - 2. Abteilung: koreanischer Gottesdienst
    - 3. Abteilung: Prager Gottesdienst
    - 4. Abteilung: Rundgesang-Gottesdienst
    - 5. Abteilung: deutscher Gottesdienst
    - 6. Abteilung: Pfälzer Gottesdienst
    - 7. Abteilung: Gottesdienst mit Kindern
    - 8. Abteilung: tschechischer Gottesdienst

  - Abendmahl: liturgische Elemente
    - Eingangsverse
    - Kyrie eleison
    - Gloria
    - Antiphonen
    - Halleluja-Rufe
    - Rufe zu Christus
    - Glaubensbekenntnis
    - Opferungsgesang
    - Sanctus
    - Tischgebet
    - Vater unser
    - Lamm Gottes
    - Segensformeln

  - Anhang
    - verschiedene Gesänge
    - Ergänzungstexte
    - kleine Blütenlese mit Texten nichtchristlicher Religionen